# Université d'Hawaï à Hilo
L’université d'Hawaï à Hilo ou University of Hawaiʻi at Hilo est une université publique installé à Hilo et fondée en 1941. Depuis les années 2000, elle a accueilli plus de 5 500 étudiants. Dans le domaine sportif, les Hawaii-Hilo Vulcans défendent les couleurs de l'Université.